# Jouannetia quillingi
Jouannetia quillingi是海螂目鸥蛤科铃蛤属的一個物種，沒有中文名。分佈於北美洲的墨西哥灣近岸，是鈴蛤屬三個物種唯一只在北美洲而沒有在東南亞分佈的物種。